# Дибравите
Дибра́вите (болг. Дъбравите) — село в Пазарджицькій області Болгарії. Входить до складу общини Белово.

## Населення
За даними перепису населення 2011 року у селі проживали 499 осіб.
Національний склад населення села:
| Національність   | Кількість осіб | Відсоток |
| ---------------- | -------------- | -------- |
| болгари          | 489            | 98,8%    |
| інша             | 5              | 1,0%     |
| Всього відповіли | 495            |          |

Розподіл населення за віком у 2011 році:
Динаміка населення: